# Blästertjärnen, Härjedalen
Blästertjärnen är en sjö i Härjedalens kommun i Härjedalen och ingår i Ljusnans huvudavrinningsområde.